# Inaumont
Inaumont és un municipi francès situat al departament de les Ardenes i a la regió del Gran Est. L'any 2007 tenia 66 habitants.

## Demografia

### Població
El 2007 la població de fet d'Inaumont era de 66 persones. Hi havia 28 famílies de les quals 8 eren unipersonals (4 homes vivint sols i 4 dones vivint soles), 8 parelles sense fills i 12 parelles amb fills.
La població ha evolucionat segons el següent gràfic:
Habitants censats

### Habitatges
El 2007 hi havia 35 habitatges, 28 eren l'habitatge principal de la família, 6 eren segones residències i 1 estava desocupat. 33 eren cases i 2 eren apartaments. Dels 28 habitatges principals, 23 estaven ocupats pels seus propietaris, 4 estaven llogats i ocupats pels llogaters i 1 estava cedit a títol gratuït; 2 tenien dues cambres, 4 en tenien tres, 5 en tenien quatre i 18 en tenien cinc o més. 26 habitatges disposaven pel capbaix d'una plaça de pàrquing. A 9 habitatges hi havia un automòbil i a 16 n'hi havia dos o més.

### Piràmide de població
La piràmide de població per edats i sexe el 2009 era:
| Homes | Edats   | Dones |
| ----- | ------- | ----- |
| 0     | 95 o +  | 0     |
| 0     | 90 a 94 | 0     |
| 0     | 85 a 89 | 0     |
| 0     | 80 a 84 | 0     |
| 0     | 75 a 79 | 0     |
| 0     | 70 a 74 | 4     |
| 4     | 65 a 69 | 0     |
| 0     | 60 a 64 | 4     |
| 0     | 55 a 59 | 0     |
| 4     | 50 a 54 | 4     |
| 0     | 45 a 49 | 0     |
| 8     | 40 a 44 | 4     |
| 4     | 35 a 39 | 12    |
| 0     | 30 a 34 | 0     |
| 0     | 25 a 29 | 0     |
| 0     | 20 a 24 | 4     |
| 8     | 15 a 19 | 0     |
| 8     | 10 a 14 | 4     |
| 4     | 5 a 9   | 12    |
| 0     | 0 a 4   | 0     |

## Economia
El 2007 la població en edat de treballar era de 48 persones, 37 eren actives i 11 eren inactives. De les 37 persones actives 32 estaven ocupades (19 homes i 13 dones) i 6 estaven aturades (3 homes i 3 dones). De les 11 persones inactives 2 estaven jubilades, 4 estaven estudiant i 5 estaven classificades com a «altres inactius».
Activitats econòmiques
Dels 2 establiments que hi havia el 2007, 1 era d'una empresa de construcció i 1 d'una empresa immobiliària.
L'únic servei als particulars que hi havia el 2009 era una lampisteria.
L'any 2000 a Inaumont hi havia 3 explotacions agrícoles.

## Poblacions més properes
El següent diagrama mostra les poblacions més properes.